# Filip Blažek
Filip Blažek (n. 21 august 1973, Praga, Cehoslovacia) este un actor ceh de teatru, film și dublaj.

## Carieră
După absolvirea cursurilor de actorie la Conservatorul din Praga, a lucrat pentru scurt timp la Teatrul Most, iar din 1994 a fost membru al Teatrului Municipal din Praga, unde a jucat la Teatrul ABC și a fost invitat la Teatrul Vinohrady și la Asociația Teatrală Kašpar.
Printre cele mai cunoscute roluri de film ale sale se numără primul rol principal: personajul chipeșului de basm Matěj din filmul Nesmrtelná teta din 1993. Ulterior, a jucat în alte basme și seriale TV. De-a lungul timpului, el și-a schimbat rolurile actoricești, trecând de la un tânăr chipeș la un bărbat robust de vârstă mijlocie. Acum este mai cunoscut pentru rolurile sale de polițist, cum ar fi în serialul cu succes la public Případy 1. oddělení.
În 2024 a fost prezentat de Česká televize drept una dintre personalitățile care vor lua parte la cea de-a treisprezecea serie a concursului de dans StarDance.

## Roluri de teatru (selecție)
- 2012 William Shakespeare: Îmblânzirea scorpiei, Petruccio, nobil din Verona, Divadlo na Vinohradech, regizat de Juraj Deák

## Filmografie
- Vyhrávat potichu (1984)
- Černé sklo (1986) – film TV
- Ahoj sídliště (1986) – film TV
- Posledné hry (1989) – film TV
- Nesmrtelná teta (1993)
- Klekání zvoníme (1995) – film TV
- Azrael, anděl smrti (1995) – film TV
- O třech rytířích, krásné paní a lněné kytli (1996)
- Na lavici obžalovaných justice (1998) – serial TV
- Z pekla štěstí (1999) – vocea lui Honza (Miroslav Šimůnek)
- Černí andělé (2001) – serial TV
- Lakomec (2002) – film TV
- Andělská tvář (2002)
- Duše jako kaviár (2004)
- Letiště (2006) – serial TV
- Poslední sezóna (2006) – serial TV (Richard Franc)
- Pusinky (2007)
- Velmi křehké vztahy (2007–2009) – serial TV
- Kouzla králů (2008) – film TV
- Přešlapy (2009) – serial TV
- Peklo s princeznou (2009)
- Ententýky (2012)
- Policajti z centra (2012) – serial TV
- Probudím se včera (2012)
- Případy 1. oddělení (2014) – serial TV
- Svatby v Benátkách (2014) – serial TV
- Přístav (2015) – serial TV
- Skrytá válka (2015)
- Instalatér z Tuchlovic (2016) – film TV
- Věčně tvá nevěrná (2018)
- Pepa (2018)
- Dukátová skála (2018)
- Krejzovi (2018) – serial
- Černé vdovy (2019) – serial TV
- Špindl 2 (2019) – film
- Slunečná (2020) – serial TV

## Dublaj
El a dublat peste treizeci de filme. Printre dublajele celebre se numără Madagascar 1, 2, 3, unde a dublat personajul principal Alex leul, dar și serialul The Walking Dead: Invazia zombi, unde l-a dublat pe personajul principal Rick Grimes.

## Relațiile de familie
Cu partenera sa anterioară, actrița Lucie Benešová (cu care nu a fost căsătorit), are un fiu, Lucian, care este, de asemenea, în grija ei. Cu soția sa Jolana are fiicele Johana și Filippa.